# جوناثان إيفيرت
جوناثان إيفيرت (بالفرنسية: Jonathan Hivert )‏ (و. 1985  م) هو راكب دراجة هوائية، من فرنسا، شارك في طواف فرنسا، وسباق طواف فرنسا 2013، وسباق طواف فرنسا 2011، يلعب كثاقب ‏.

## سباقات أو مراحل فاز بها
| التاريخ        | السباق                                   | المركز                                                                    |
| -------------- | ---------------------------------------- | ------------------------------------------------------------------------- |
| 03 فبراير 2008 | سباق جائزة لا مارسيليس الكبرى 2008       | السادس في التصنيف العام                                                   |
| 06 يوليو 2008  | طواف دوبس 2008                           | السادس في التصنيف العام                                                   |
| 05 أكتوبر 2008 | طواف فونديه 2008                         | العاشر في التصنيف العام                                                   |
| 01 فبراير 2009 | سباق جائزة لا مارسيليس الكبرى 2009       | الثامن في التصنيف العام                                                   |
| 15 مارس 2009   | باريس-نيس 2009                           | الثاني في تصنيف أفضل شاب، الثامن في التصنيف العام، التاسع في تصنيف النقاط |
| 04 أبريل 2009  | فولتا ليمبورغ الكلاسيكي 2009             | الخامس في التصنيف العام                                                   |
| 01 يناير 2010  | كأس فرنسا لركوب الدراجات على الطريق 2010 | الثاني في تصنيف أفضل شاب، الثالث في تصنيف النقاط                          |
| 31 يناير 2010  | سباق جائزة لا مارسيليس الكبرى 2010       | الفائز في التصنيف العام                                                   |
| 05 سبتمبر 2010 | طواف دوبس 2010                           | الثاني في التصنيف العام                                                   |
| 19 سبتمبر 2010 | جراند بريكس دي إسبيرجوس 2010             | الرابع في التصنيف العام                                                   |
| 26 سبتمبر 2010 | طواف فونديه 2010                         | الثالث في التصنيف العام                                                   |
| 01 يناير 2011  | باريس تروا 2011                          | الفائز في التصنيف العام                                                   |
| 10 أبريل 2011  | كلاسيكا بريمافيرا 2011                   | الفائز في التصنيف العام                                                   |
| 03 فبراير 2013 | نجم بسجس 2013                            | الفائز في التصنيف العام                                                   |
| 06 يونيو 2013  | 2013 غروسر برايس ديس كانتونس أرجو        |                                                                           |
| 16 يونيو 2013  | طواف لوكسمبورغ 2013                      |                                                                           |
| 22 فبراير 2015 | طواف هوت فار 2015                        |                                                                           |
| 21 مايو 2017   | فولتا كاستيلا ليون 2017                  | الفائز في التصنيف العام                                                   |
| 18 فبراير 2018 | طواف هوت فار 2018                        | الفائز في التصنيف العام                                                   |
| 14 أبريل 2018  | طواف فينيستير 2018                       | الفائز في التصنيف العام                                                   |
| 06 أبريل 2019  | غران بريمو ميغيل إندوراين 2019           | الفائز في التصنيف العام                                                   |

## روابط خارجية
- جوناثان إيفيرت على موقع الاتحاد الدولي للدراجات (الإنجليزية)
- جوناثان إيفيرت على موقع أرشيف الدراجات (الإنجليزية)
- جوناثان إيفيرت على موقع إحصائيات الدراجات الإحترافية (الإنجليزية)
- جوناثان إيفيرت على موقع نسبة الدراجات (الإنجليزية)
- جوناثان إيفيرت على موقع CycleBase (الإنجليزية)